# آب‌انبار تارآباد
آب‌انبارتارآباد مربوط به دوره قاجار است و در لار، خیابان آیت الله خامنه‌ای، بالاتر ازمسجد ولی عصر، محل نو واقع شده و این اثر در تاریخ ۱۹ مرداد ۱۳۸۴ با شمارهٔ ثبت ۱۲۷۴۷ به‌عنوان یکی از آثار ملی ایران به ثبت رسیده است.